# Guillaume Marie
Guillaume Marie (nom de plume de Guillaume Lecaplain), né le 27 mars 1979 à Coutances, est un écrivain et poète français.

## Biographie
Guillaume Marie suit des études de Lettres modernes à l’université de Caen, durant lesquelles il rencontre Samuel Deshayes avec qui il écrit plusieurs livres.
Il est le fondateur du collectif Pou, qui réunit des auteurs autour d’expérimentations littéraires (poèmes du confinement, nouvelles érotiques homosexuelles). Il participe en outre aux campagnes du Projet poétique planétaire, aux côtés de Jacques Jouet, Cécile Riou et Samuel Deshayes.
Sous le nom de Guillaume Marie, il publie d’abord de la poésie : Stations de Nantes en 2018, Ça écrit quoi (avec Samuel Deshayes) en 2019, avant un roman qui « détourne les codes » du genre, Les Watères du château (2022).
En 2024, il publie Je vais entrer dans un pays, un récit retraçant la vie du saint Benoît-Joseph Labre.

## Œuvre

### Poésie
- En Pente douce, éditions Pou, 2017
- Stations de Nantes, Christophe Chomant éditeur, 2018 (ISBN 978-2-84962-436-4)
- Ça écrit quoi, avec Samuel Deshayes, Lanskine, 2019 (ISBN 978-2-35963-020-6)
- Exposition de reptiles vivants, Lanskine, 2021 (ISBN 978-2-35963-053-4)
- Le Réveil d’Hugo, avec Alcarr Iceol, éditions Derrière la salle de bains, 2022
- La Mort Victor, avec Samuel Deshayes, éditions Pou, 2022 (ISBN 978-2-493868-01-5)
- La Fin du monde, avec Samuel Deshayes, Lanskine, 2023 (ISBN 978-2-35963-098-5)

### Prose
- Le Poulpe de la mer Ligure, éditions Pou, 2020 (ISBN 978-2-9560196-5-7)
- The Winner Takes It All, éditions Pou, 2021 (ISBN 978-2-9573794-5-3)
- Les Watères du château, Bouclard, 2022 (ISBN 978-2-493311-05-4)
- Je vais entrer dans un pays, José Corti, 2024 (Grand prix SGDL de la Fiction) (ISBN 978-2-7143-1309-6)